# Феофил Омучский
Феофил Омучский (ум. 1412) — преподобный Русской православной церкви, основатель Омучской пустыни в Лужском уезде Санкт-Петербургской губернии; в святцах именуется Лужским чудотворцем.

## Биография
Феофил происходил из благочестивой семьи поселян-корел, обитателей нынешнего Петербургского края; был обучен грамоте и чтению божественных книг.
Местом иноческих его подвигов был Коневский Рождество-Богородичный монастырь, где он постригся в монашество, прошел все послушания и поставлен в игумены за святость жизни. Тяготясь славой и почестями, оказываемыми за высоту подвигов, преподобный Феофил искал безмолвия и уединения среди мхов, гор и болот, на берегах речки Омучи, где с 1396 года проводил жизнь в строгом посте, постоянной молитве и в борьбе с помыслами и нападениями лукавых духов.
Однако и здесь подвиги отца Феофила стали скоро известны, привлекали ревнителей благочестия, которые вместе с преподобным среди глухого края основали Омучскую пустынь Успения Богородицы, наименованную после Феофиловой; огромный вклад в создание обители внёс Иаков (Омучский), который, как и Феофил, позднее был причислен к лику преподобных.
Феофил Омучский дожил до глубокой старости и скончался 29 декабря 1412 года в обустроенной им обители, приняв незадолго до смерти схиму. Мощи его были погребены под спудом в деревянной Успенской церкви.
Память его чтится в день смерти, 21 октября и с Собором Санкт-Петербургских святых и Собором Новгородских святых (в третью неделю (воскресенье) по Пятидесятнице).
Омучская Феофилова пустынь была упразднена в 1764 году, и церковь сделана приходской. Существует предание, что российский император Александр I, проезжая мимо этого места, молился у раки преподобного Феофила и получил исцеление от простуды, в память чего из суммы Комиссии духовных училищ в 1816 году были отпущены средства на постройку каменного храма, около которого вскоре образовался целый ряд благотворительных учреждений: врачебный пункт, община сестёр милосердия и дача для воспитанников Санкт-Петербургского духовного училища.